# Tricholathys spiralis
Tricholathys spiralis là một loài nhện trong họ Dictynidae.
Loài này thuộc chi Tricholathys. Tricholathys spiralis được Ralph Vary Chamberlin & Wilton Ivie miêu tả năm 1935.